# U-Bahnhof Bielefeld Hauptbahnhof
Der U-Bahnhof Hauptbahnhof ist eine unterirdische Haltestelle der Stadtbahn Bielefeld. Er befindet sich im Stadtbezirk Mitte und dient als wichtiger Knotenpunkt im öffentlichen Nahverkehr der Stadt Bielefeld.

## Geschichte
Der U-Bahnhof wurde im Zuge des Baus des Stadtbahntunnels errichtet und am 28. April 1991 eröffnet. Er ersetzte die oberirdische Haltestelle am Bielefelder Hauptbahnhof und trägt seitdem zur Entlastung des innerstädtischen Verkehrs bei.
Von Beginn an verzichtete man darauf, die Station direkt unter dem Hauptbahnhof der Deutschen Bahn zu bauen. Gründe dafür waren vor allem bauliche und finanzielle Schwierigkeiten, denn unter dem Bahnhofsvorplatz befindet sich ein großer Weltkriegsbunker, der den Bau erheblich erschwert und verteuert hätte. Stattdessen wurde der U-Bahnhof rund 150 Meter südöstlich des Hauptbahnhofs angelegt.

## Architektur
Der U-Bahnhof Hauptbahnhof ist als unterirdische Anlage konzipiert. Unter der Verteilerebene befinden sich drei Gleise, davon zwei Gleise an einem Mittelbahnsteig und ein Gleis an einem Seitenbahnsteig. Zusätzlich gibt es eine tiefere Ebene mit einem weiteren Gleis und einem Seitenbahnsteig. Die Gestaltung folgt dem funktionalen Standardausbau der Bielefelder Stadtbahnhöfe mit klar strukturierten Bahnsteigbereichen, Rolltreppen und Aufzügen für den barrierefreien Zugang.

## Bedienung
Der U-Bahnhof Bielefeld Hauptbahnhof wird von folgenden Stadtbahnlinien bedient:
| Linie | Linienweg                                                                                | Fahrzeit | Haltestellen |
| ----- | ---------------------------------------------------------------------------------------- | -------- | ------------ |
| 1     | Schildesche – Hauptbahnhof – Jahnplatz – Bethel – Brackwede Bahnhof – Senne              | 32 Min.  | 22           |
| 2     | Altenhagen – Milse – Baumheide – Beckhausstraße – Hauptbahnhof – Jahnplatz – Sieker      | 28 Min.  | 21           |
| 3     | Babenhausen-Süd – Nordpark – Hauptbahnhof – Jahnplatz – Rathaus – Dürkopp Tor 6          | 14 Min.  | 11           |
| 4     | Lohmannshof – Universität – Hauptbahnhof – Jahnplatz – Sieker Mitte – Stieghorst Zentrum | 28 Min.  | 20           |